# 布倫丹·卡瓦納
布倫丹·卡瓦納（英語：Brendan Kavanagh，1967年10月—），因擁有英語博士學位而被稱為K博士（Dr K），是一名愛爾蘭裔英國鋼琴家和鋼琴教師。他擅長演奏和推廣布基烏基流派，幾乎完全是即興演奏，經常與古典、爵士、藍調、搖滾和愛爾蘭傳統音樂主題相結合。他經常在露天場地的公共鋼琴上表演，有時會與有音樂愛好的路人或親朋好友進行二重奏。他也演奏鍵盤式手風琴，專注於愛爾蘭傳統曲調。

## 教育
卡瓦納從1978年起就讀於海格特的聖阿洛伊修斯學院。後於密德薩斯大學畢業，以一等優異成績獲得英語專業學士學位。隨後，他在都柏林大學學院獲得盎格魯愛爾蘭文學和戲劇碩士學位，並在科克大學獲得英語語言文學博士學位。
1980年代後期，卡瓦納跟隨內莉·本-奧教授學習古典鋼琴，並在她的幫助下完成了八級樂理和實踐要求，他將自己今天作為即興古典和布基烏基鋼琴家的成功歸功於她對自己即興風格的支持和鼓勵:01:28。他的布吉伍吉導師是倫敦鋼琴家哈米·豪爾（卒於1999年），他為年輕的卡瓦納上了三門免費音樂課，以鼓勵他的熱情。

## 線上教學和公開場合表演
2007年，卡瓦納成立Dr. K Media有限公司，並將工作重點轉移到線上教學、銷售、表演和推廣鋼琴音樂上，並將重點放在布基烏基流派上。隨著智慧型手機的普及，幾乎任何人都可以捕捉、編輯和傳播音樂表演，他開始在公開場合表演，並將他的作品上傳到串流媒體平臺。
他經常穿著標誌性的深色連帽衫，戴著墨鏡，或有時穿著工人制服，在火車站、機場和其他開放式公共場所的公共鋼琴上隱姓埋名地演奏，面對的往往是驚詬不已的路人，主要是在倫敦週邊地區。他的即興表演經常將古典、布基烏基、愛爾蘭和流行主題交織在一起，這些表演被拍攝下來並上傳到他的facebook專頁（擁有50萬粉絲）和YouTube頻道，他在該頻道的訂閱人數超過240萬，截至2024年1月，他是訂閱人數最多的頻道排名第1,133名。
2023年12月，他受TalkTV的《詹姆斯·威爾秀》（The James Whale Show）採訪，並聲稱當年從他的串流媒體活動中賺取了七位數的收入。他透過串流媒體直播自己的一些演出。

### 倫敦聖潘克拉斯車站鋼琴事件
自2024年1月20日，Dr. K在YouTube上的直播的一份录播视频播放已超過970萬次。视频显示，卡瓦納在倫敦聖潘克拉斯車站彈鋼琴時與一群手持中华人民共和国国旗的华人產生爭執，之後英國交通警察介入，中間還穿插了他彈鋼琴的畫面。
隨後，他於2024年1月22日在TalkTV接受記者邁克·格雷厄姆的採訪。
2025年1月17日，事件的原始直播存檔被YouTube移除。作為回應，他把該存檔上載到名為The Pianogate Channel的新頻道，並呼籲人們訂閱該頻道以示對YouTube抗議。

## 外部連結
- BBC Radio London Dr K interview （页面存档备份，存于）, "The Jo Good（英语：JoAnne Good） Show", 9 August 2019 on Facebook